# Fasti (dikt)
Fasti är en dikt från år 8 e.Kr. av den romerske författaren Ovidius. Den är skriven på elegisk distikon och består av sex böcker, tillägnade de sex första månaderna i den romerska kalendern. Dikten går igenom den romerska festalmanackan, kallad fasti, och består av intervjuer med romerska gudar som berättar om högtidernas riter och mytologiska ursprung. Ovidius hade planerat en uppföljare om de övriga månaderna, men förvisades år 8 till Tomis av kejsar Augustus.
Dikten är en viktig källa till den romerska religionen. Den var vida läst från 1400-talet till 1700-talet och hade stort inflytande på västerländsk konst från denna period. De tre första böckerna gavs ut i svensk översättning av Elias Janzon 1924–1926. Även utgiven i sin helhet på svenska 2017 (översättare Ingvar Björkeson) ISBN 9789127148567